# Заречье (Татарстан)
Заречье — посёлок в Азнакаевском районе Татарстана. Входит в состав Вахитовского сельского поселения.

## География
Находится в юго-восточной части Татарстана на расстоянии приблизительно 20 км на восток по прямой (30 км по автодорогам) от районного центра города Азнакаево и в 1,5 км по автодорогам к востоку от центра поселения, посёлка Победа, на правом берегу реки Стярле.

## История
Основан в 1940-х годах как посёлок 2-го отделения совхоза им. Вахитова в составе Верхне-Стярлинского сельсовета Тумутукского района Татарской АССР. В то время в населении преобладали русские и татары. С 16 июля 1958 года в Ютазинском районе, с 1959 года — в Вахитовском сельсовете.
С 28 сентября 1962 года — нынешнее название. С 1 февраля 1963 года по 12 января 1965 года — в Бугульминском сельском районе, затем — в Азнакаевском районе.

## Население
По переписи 2021 года в посёлке проживало 40 человек, из них 32 татарина, 4 чуваша, 3 русских и 1 армянин. При этом по 38 человек использовали русский и татарский языки, 2 — армянский язык и 1 — чувашский язык.
По состоянию на начало 2012 года в посёлке было зарегистрировано 83 человека, из них 12 детей, 43 человека трудоспособного и 28 старше трудоспособного возраста. Площадь жилого фонда составляла 2,03 тыс. м².
| 1958 | 1970 | 1979 | 1989 | 2002 | 2010 | 2021 |
| ---- | ---- | ---- | ---- | ---- | ---- | ---- |
| 179  | 178  | 168  | 96   | 78   | 70   | 40   |

По переписи 2010 года в посёлке проживало 70 человек (36 мужчин, 34 женщины).
В 2002 году — 78 человек (35 мужчин, 43 женщины), татары (76 %).
По переписи 1989 года также преобладали татары (71 %).

## Инфраструктура
Жители работают преимущественно в ООО «Победа», занимаются сельским хозяйством. В начале 2020-х годов была снесена ферма КРС, заброшен зерноток. Объекты социального обслуживания отсутствуют. Посёлок газифицирован в 1990-е годы. Есть православное кладбище (2,0 га, заполнено на 50 %).